# Petit-Wasmes
Petit-Wasmes is een plaats in de gemeente Colfontaine in de Belgische provincie Henegouwen.

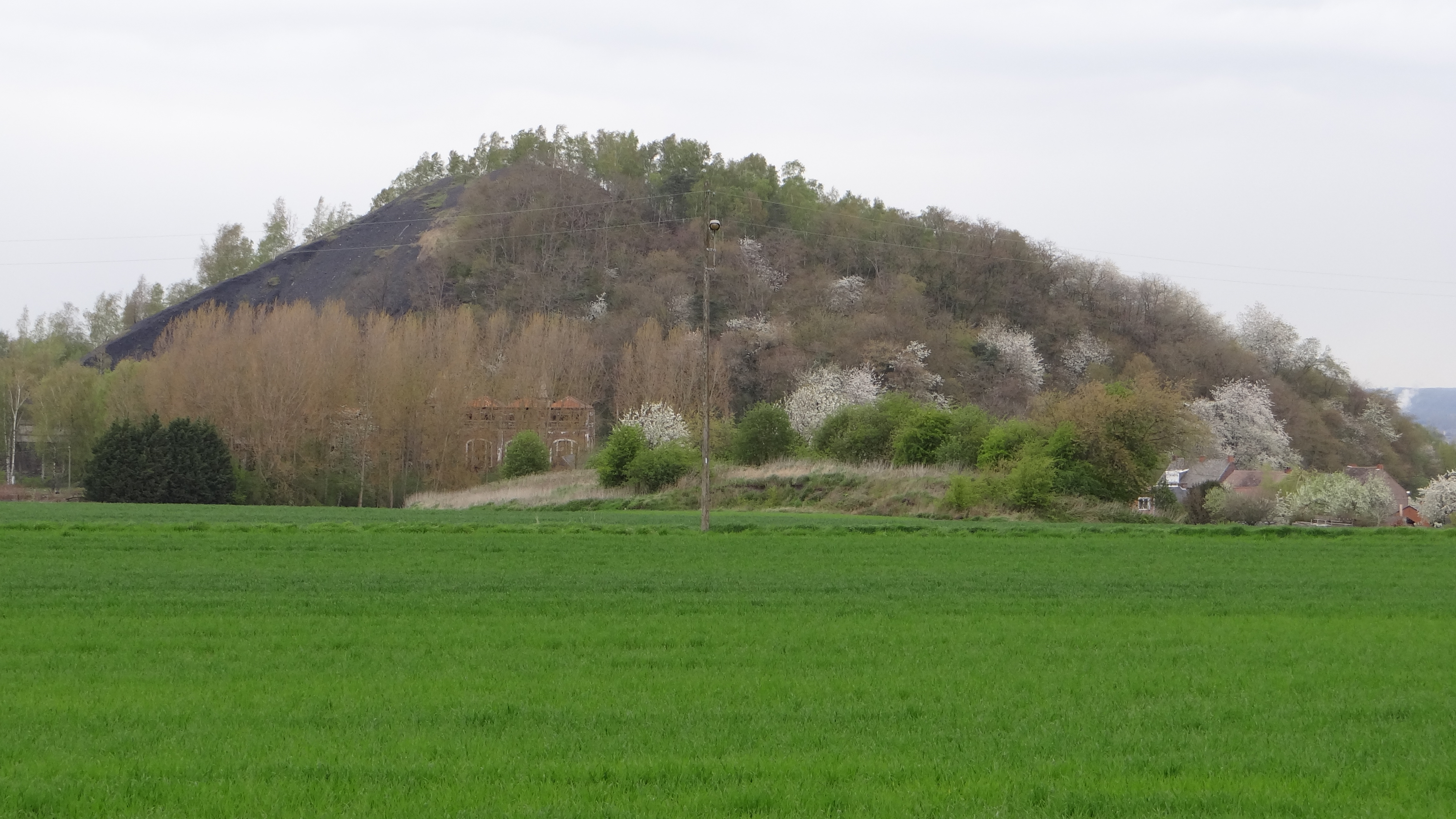
Terril van Marcasse

## Geschiedenis
In 1891 werd Petit-Wasmes een zelfstandige parochie.

## Bezienswaardigheden
- Petit-Wasmes is bekend door de mijn Charbonnage de Marcasse die in 1879 werd bezocht door Vincent van Gogh. In 1953 vond een ernstig ongeval plaats: door een gasontploffing kwamen 17 mijnwerkers om het leven. De mijn werd gesloten in 1958 en een aantal vervallen gebouwen, stammend uit 1920, bleven bestaan. De terril en omgeving zijn nu een natuurreservaat.
- Het woonhuis van Vincent van Gogh (Maison Van Gogh), die toen dominee was.
- De Sint-Franciscus van Assisikerk (Église Saint-François d'Assise) is een neogotisch kerkgebouw van 1889-1890.
- De Protestantse kerk (Église Protestante Évangélique) is een neogotisch kerkgebouw van eind 19e eeuw.

## Natuur en landschap
De nabijgelegen terril is een natuurreservaat. De hoogte aan de kerk is 93 meter.

## Nabijgelegen kernen
Wasmes, Warquignies, Pâturages